# El hombre que murió en la guerra
El hombre que murió en la guerra es una obra de teatro en cuatro actos y en prosa, escrita por Manuel y Antonio Machado estrenada en 1941, mientras se desconoce la fecha en que fue escrita. También la doble autoría fue discutida, atribuyéndose en exclusiva a Manuel, si bien las últimas investigaciones confirman que fue escrita por ambos hermanos.

## Argumento
Situada en 1928, la obra presenta a Don Andrés de Zúñiga Marqués de Castellar, quien nunca confesó a su esposa Doña Berta la paternidad extramatrimonial de Juan y nunca reconoció a su hijo. Llegado a la madurez y visto que no tendría descendencia con su esposa, Andrés buscó a su hijo para acogerlo, y así llega a saber que combatía en la Gran Guerra junto a los franceses, y murió en el campo de batalla. Diez años después, el matrimonio sigue recordando con nostalgia a ese joven. De la misma edad que ahora tendría Juan es el huérfano Miguel de la Cruz, que llega a la casa de los marqueses con el encargo de Juan, junto al que dice haber combatido en el frente, de abrazar al padre y entregarle su retrato. La realidad, sin embargo, se revela más compleja: Quien dice ser Miguel, realmente fallecido, es Juan que suplantó su personalidad al quedarle revelado en el horror de la guerra lo insustancial de su anterior identidad.

## Estreno
- Teatro Español, Madrid,  18 de abril de 1941.
  - Dirección: Felipe Lluch.
  - Escenografía: Sigfrido Burmann.
  - Intérpretes: María Paz Molinero, Francisco Melgares.

## Otras representaciones
- México, 1952.
  - Dirección: Cipriano Rivas Cherif.

- Teatro Lope de Vega, Sevilla, 1990
  - Dirección: Pedro Álvarez-Osorio.
  - Intérpretes: Gloria de Jesús, Carlos Álvarez, María Galiana.